# Enrico Salvador
Enrico Salvador (Vittorio Veneto, 30 novembre 1994) è un ex ciclista su strada italiano. Attivo tra gli Elite/Under-23 dal 2013 al 2020, nel 2016 ha vinto la Berner Rundfahrt e nel 2019 il Tour de Serbie.

## Palmarès
- 2012 (Juniores)

3ª tappa, 1ª semitappa Giro della Basilicata (Satriano di Lucania > Viggiano)
- 2015 (Zalf Euromobil Désirée Fior, due vittorie)

Coppa Cicogna
Memorial Daniele Tortoli
- 2016 (Unieuro-Wilier, due vittorie)

Berner Rundfahrt
Trofeo Beato Bernardo - Coppa Città di Offida
- 2019 (Northwave Cofiloc, tre vittorie)[1]

1ª tappa Tour de Serbie (Istočno Sarajevo > Istočno Sarajevo)
3ª tappa, 1ª semitappa Tour de Serbie (Zlatibor > Zlatibor)
Classifica generale Tour de Serbie